# Wanda Czubernat
Wanda Czubernat (ur. 26 października 1937 w Rabie Wyżnej) – polska poetka ludowa.

## Historia
Wanda Czubernat całe swoje życie związała z rodzinną miejscowością Raba Wyżna. Tutaj przejęła rodzinne gospodarstwo, wyszła za mąż, urodziła i wychowała dwoje dzieci. Prowadzi zwyczajne życie wiejskiej gospodyni, a równocześnie tworzy poezję. Napisała 8 tomików wierszy, pisanych zarówno gwarą podhalańską jak i w języku literackim.
Wanda Czubernat przyjaźniła się z ks. prof. Józefem Tischnerem. Przez lata korespondowali ze sobą, ich listy ukazały się w formie książkowej jako Wieści z słuchanicy. 
Od 1993 roku pisze teksty dla Góralskiego Kabaretu Truteń i jest jego "matką chrzestną". 
Jest również matką chrzestną masowca MV Rolnik. Statek zbudowany został w stoczni Schichtlink Werft w Travemünde w ówczesnych Wschodnich Niemczech, i tam zwodowany 18 października 1975 roku.  

## Wybrane publikacje
- Kino (1979, ISBN 83-205-3070-9)
- Pastorałki krzesane (1985)
- Płoty za koty (1986)
- Wieści ze słuchanicy (2001, wspólnie z Józefem Tschnerem, ISBN 83-240-0135-2)
- Kuchnia spolegliwa wierszowana (2002, ISBN 83-7081-483-2)
- Ugwarzanie w cornyj izbie (2003, ISBN 83-7081-580-4)
- Góralski brzuch (2005, ISBN 83-7081-612-6)
- Kot niebieski (2005, ISBN 83-7081-659-2)
- Anioła naszego powszedniego...  (2007, ISBN 978-83-7081-878-4)
- Góralskie jadło na co dzień i od święta (2008, ISBN 978-83-247-0619-8)
- Chłop i baba według Aleksandra Fredry (2008, ISBN 978-83-7081-913-2)